# Ангуло, Альваро
Альваро Аньер Ангуло Москера (исп. Baldomero Perlaza Perlaza; род. 6 марта 1997, Тумако, Нариньо) — колумбийский футболист, защитник клуба «Атлетико Насьональ» и сборной  Колумбии.

## Клубная карьера
Ангуло — воспитанник клуба «Депортиво Пасто». 15 марта 2015 года в матче против Ла Экидад он дебютировал в Кубке Мустанга. 11 февраля 2016 года в поединке Кубка Колумбии против «Унион Магдалена» Альваро забил свой первый гол за «Депортиво Пасто». В 2017 года Ангуло перешёл в «Рионегро Агилас». 8 февраля в матче против «Альянса» он дебютировал за новую команду. 5 октября 2020 года в поединке против «Америка Кали» Альваро забил свой первый гол за «Рионегро Агилас».
В начале 2022 года Ангуло перешёл в «Атлетико Насьональ». 22 января в матче против «Кортулуа» он дебютировал за новую команду. в своём дебютном сезоне игрок стал чемпионом. 18 сентября 2023 года в поединке против «Атлетико Хуниор» Альваро забил свой первый гол за «Атлетико Насьональ». 

## Карьера в сборной
16 января 2022 года в товарищеском матче против сборной Гондураса Ангуло дебютировал за сборную Колумбии. 

## Достижения
Командные
 «Атлетико Насьональ»
- Победитель Кубка Мустанга — Апертура 2022
- Обладатель Кубка Колумбии — 2023